# Silbermühle (Sachsen bei Ansbach)

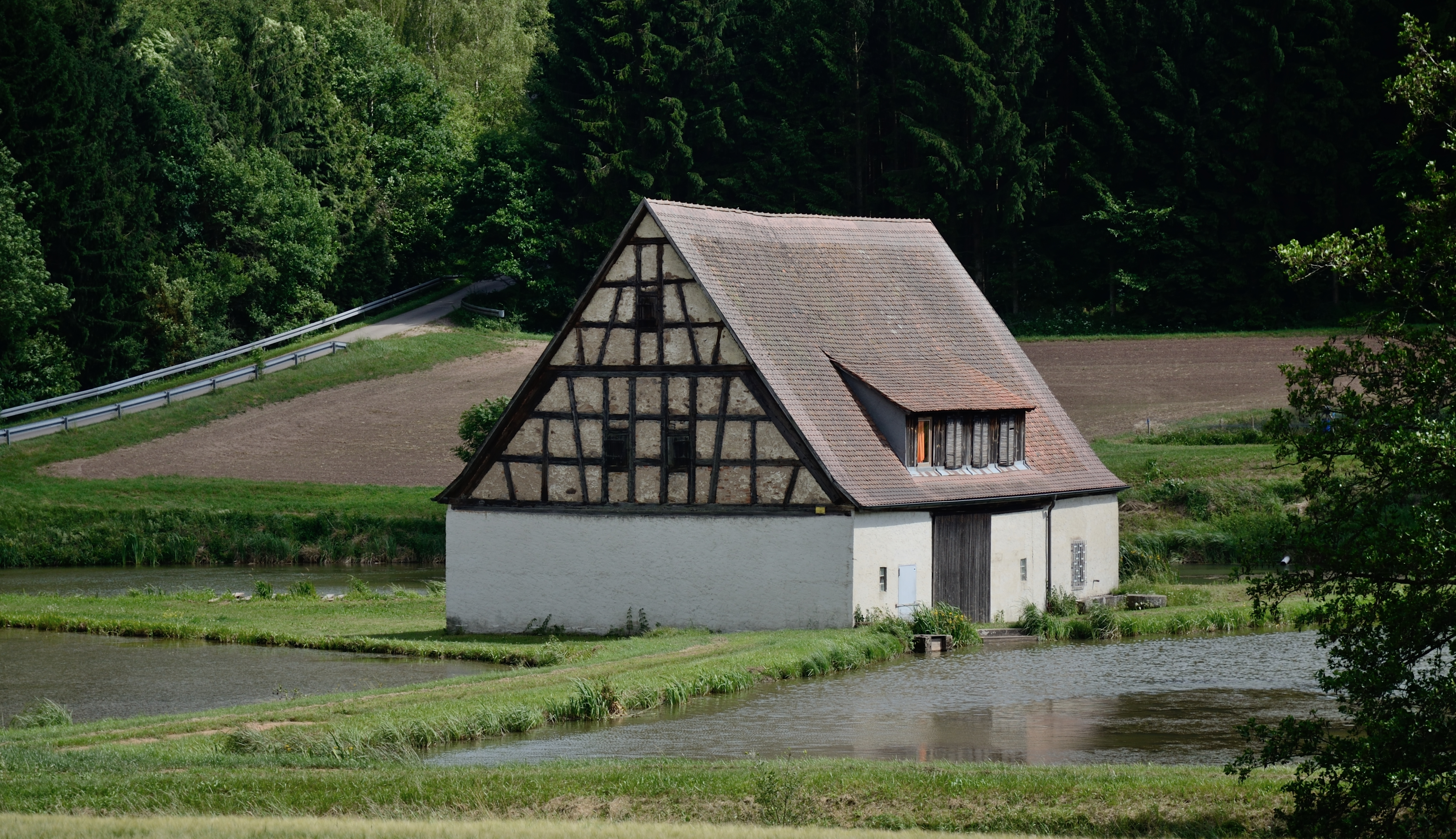
Scheune

Silbermühle (fränkisch: Silbermil) ist eine Wüstung, die sich auf dem Gebiet der Gemeinde Sachsen bei Ansbach im mittelfränkischen Landkreis Ansbach befindet. Silbermühle lag in der Gemarkung Brodswinden. Das Gebiet der Silbermühle kam mit der Gebietsreform zur Gemarkung Alberndorf.

## Geografie
Die Einöde lag am Silberbach. Im Norden ist sie vom Silberwald umgeben, circa 200 Meter südlich erhebt sich der Lehmberg (447 m ü. NHN).

## Geschichte
1398 wurde der Ort als „Silbersmůl“ erstmals urkundlich erwähnt. Benannt wurde sie nach dem Silberbach.
In der Vetter’schen Beschreibung des Oberamtes Ansbach von 1732 heißt es über den Ort: „Silbermühl. Eine Teutschherrl[iche] Eschenbachl[iche] Mühl so nach Brodswinden gepfarret und des Zehendens befreyet ist, weil keine Feldgüter darzu gehören. Mit der hochfraisch[lichen] hohen Obrigkeit gehört solche in das allhiesige Ober und Castenamt Anßpach.“
Gegen Ende des 18. Jahrhunderts gehörte die Silbermühle zur Realgemeinde Wallersdorf. Sie hatte das Stadtvogteiamt Eschenbach des Deutschen Ordens als Grundherrn. Unter der preußischen Verwaltung (1792–1806) des Fürstentums Ansbach erhielt die Silbermühle bei der Vergabe der Hausnummern die Nr. 15 des Ortes Wallersdorf. Von 1797 bis 1808 unterstand der Ort dem Justiz- und Kammeramt Ansbach.
Im Rahmen des Gemeindeedikts wurde die Silbermühle dem 1808 gebildeten Steuerdistrikt Brodswinden und der 1811 gegründeten Ruralgemeinde Brodswinden zugeordnet.
Die letzte bis dahin betriebene Mühle wurde in den 1950er Jahren abgerissen. Während Brodswinden am 1. Juli 1972 im Zuge der Gebietsreform in die Stadt Ansbach eingegliedert wurde, kam das Gebiet, auf der die Silbermühle stand, zur Gemeinde Sachsen bei Ansbach.

### Ehemaliges Baudenkmal
- Wassermühle: zweigeschossiger Bau des 18. Jahrhunderts mit Satteldach; Scheune mit Fachwerkgiebeln, etwa gleichzeitig[9]

### Einwohnerentwicklung
| Jahr      | 001818 | 001836 | 001840 | 001861 | 001871 | 001885 | 001900 | 001925 | 001950 |
| Einwohner | 4      | 5      | 5      | *      | 10     | 9      | 7      | 5      | 9      |
| Häuser    | 1      | 1      | 1      |        |        | 2      | 1      | 1      | 1      |
| Quelle    | [ 11 ] | [ 12 ] | [ 13 ] | [ 14 ] | [ 15 ] | [ 16 ] | [ 17 ] | [ 18 ] | [ 19 ] |

## Religion
Der Ort war seit der Reformation evangelisch-lutherisch geprägt und nach St. Bartholomäus (Brodswinden) gepfarrt. Die Katholiken waren nach St. Ludwig (Ansbach) gepfarrt.